# Bernhard von Wüllerstorf-Urbair

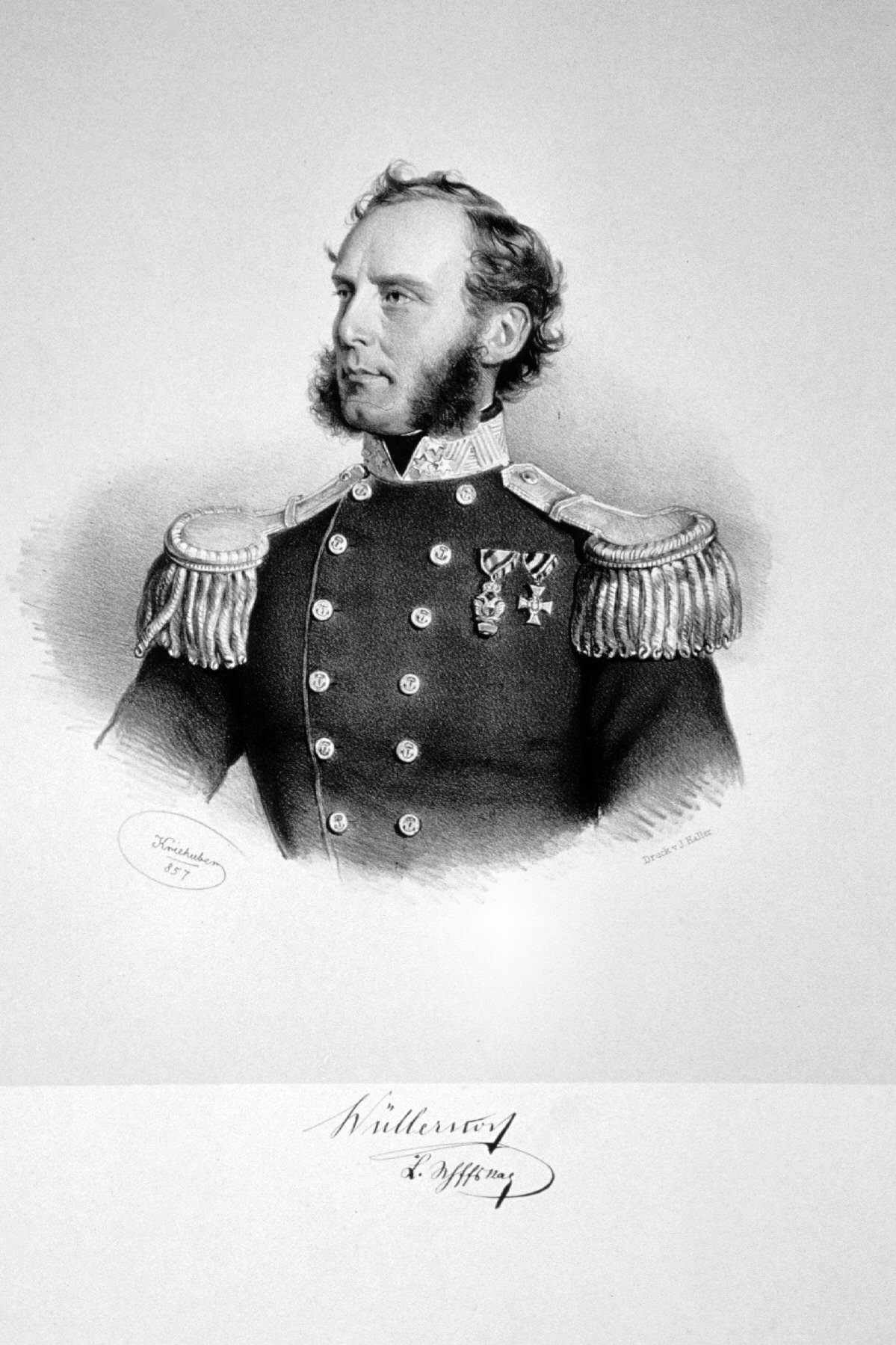
Bernhard von Wüllerstorf-Urbair.

Bernhard von Wüllerstorf-Urbair, född den 29 januari 1816 i Trieste, död den 10 augusti 1883 nära Bozen i Sydtyrolen, var en österrikisk friherre och sjöofficer.
von Wüllerstorf-Urbair ingick 1833 som sjökadett i österrikiska marinen. Han studerade efter 1837 astronomi under Joseph Johann von Littrow i Wien och utnämndes 1839 till direktor vid marinobservatoriet och professor vid marinakademien i Venedig. År 1848 förflyttades han till Trieste som direktor i därvarande marinakademi, blev 1850 korvettkapten och 1852 fregattkapten samt förde 1857-1859 befälet på "Novara" under dess världsomsegling, vars stora vetenskapliga resultat förskaffade von Wüllerstorf-Urbair europeisk ryktbarhet. Han befordrades 1860 till fästningskommendant och hamnamiral i Pola och 1861 till konteramiral samt kallades kort därefter till Wien att i riksrådet representera marinöverkommendanten. År 1863 hamnamiral i Venedig sändes han 1864 under kriget med Danmark med en flottavdelning till Nordsjön. Efter krigets slut försatt i disponibilitet kallades han 1865 till handelsminister, men avgick redan 1867 och blev då livstidsmedlem av herrehuset. Som minister verkade han i frihandelns intresse och utverkade ett handelsfördrag med Storbritannien.